# Pieridae
Le Pieridae Duponchel, 1832 sono, con oltre 1 000 specie, una delle più ampie famiglie di farfalle diurne, appartenente alla superfamiglia Papilionoidea Latreille, 1802. Sono conosciute anche come Cavolaie.

## Descrizione
Sono caratterizzate da colorazione bianca, gialla o arancione, dovuta probabilmente alla presenza del pigmento pterina, ritrovato solamente in questa famiglia di farfalle. Alla colorazione di base si accompagnano spesso macchie di differente colore e posizione a seconda delle specie, e spesso, del sesso dell'individuo (dimorfismo sessuale).

Tutte le sei zampe sono ben sviluppate e funzionanti in ambo i sessi, con unghie tarsali bifide.

Le antenne sono molto sottili e dotate di clave antennali ben sviluppate, di forma oblunga, compresse sui lati, e talvolta di colorazione differente rispetto ai restanti segmenti antennali.

Le ali presentano una disposizione caratteristica delle venature, ed è in particolar modo evidente la nascita della VI venatura dell'ala anteriore direttamente dal ramo radiale uscente dalla cella (2' e 3' vene radiali dall'alto fuse assieme), invece che dalla base del ramo come nei Lycaenidae, o da un ramo differente uscente sempre dal lato della cella come nei Papilionidae,  sulle ali posteriori sono presenti due venature anali.

Le uova sono allungate, a forma di birillo, di norma con scanalature accentuate, deposte singolarmente o a gruppi.

I bruchi sono di forma cilindrica, con diametro più o meno omogeneo, e dotati spesso di peluria più o meno sviluppata e diffusa. Le specie della regione paleartica si alimentano principalmente su piante appartenenti alle  famiglie delle Cruciferae, Leguminosae e Capparidaceae .

Le pupe presentano una un'escrescenza corniforme antero-centralmente la testa. Sono generalmente succinte e si attaccano alla pianta ospite o ad altro tipo di supporto adatto all'uso, tramite una fascia serica. Nella regione Paleartica gli unici Pieridae che presenta pupe abbandonate a terra appartengono al genere Zegris.

## Distribuzione
I Pieridae hanno distribuzione mondiale, ma si registrano i taxa più numerosi nei Tropici, e nella fascia temperata. In Europa e in Italia sono presenti principalmente le sottofamiglie Pierinae e Coliadinae, con i generi Pieris, Pontia, Anthocharis e Colias e molti altri meno numerosi.

## Tassonomia
La famiglia viene suddivisa in 4 sottofamiglie, per un totale di 80 generi e circa 1 100 specie:
- Sottofamiglia Coliadinae Swainson, 1827 (15 generi, circa 300 specie)
  - Genere  Anteos Hübner, 1819
  - Genere  Aphrissa Butler, 1873
  - Genere  Catopsilia Hübner, 1819
  - Genere  Colias Fabricius, 1807
  - Genere  Dercas Doubleday, 1847
  - Genere  Eurema Hübner, 1819
  - Genere  Gandaca Moore, 1906
  - Genere  Gonepteryx Leach, 1815
  - Genere  Kricogonia Reakirt, 1863
  - Genere  Leucidia Doubleday, 1847
  - Genere  Nathalis Boisduval, 1836
  - Genere  Phoebis Hübner, 1819
  - Genere  Prestonia Schaus, 1920
  - Genere  Rhabdodryas Godman & Salvin, 1889
  - Genere  Zerene Hübner, 1819
- Sottofamiglia Dismorphiinae Schatz, 1887 (7 generi, circa 60 specie)
  - Genere  Dismorphia Hübner, 1816
  - Genere  Enantia Hübner, 1819
  - Genere  Leptidea Billberg, 1820
  - Genere  Lieinix Gray, 1832
  - Genere  Moschoneura Butler, 1870
  - Genere  Patia Klots, 1933
  - Genere  Pseudopieris Godman & Salvin, 1890
- Sottofamiglia Pierinae Duponchel, 1832 (3 tribù, 57 generi, circa 700 specie)
  - Tribù Anthocharidini Tutt, 1894 (6 generi)
    - Genere  Anthocharis Boisduval, Rambur, Duméril & Graslin, 1833
    - Genere  Eroessa Doubleday, 1847
    - Genere  Euchloe Hübner, 1819
    - Genere  Hesperocharis Felder, 1862
    - Genere  Leptosia Hübner, 1818
    - Genere  Zegris Boisduval, 1836

  - Tribù Colotini Larsen, 1983 (6 generi)
    - Genere  Calopieris Aurivillius, 1898
    - Genere  Colotis Hübner, 1819
    - Genere  Eronia Hübner, 1823
    - Genere  Hebomoia Hübner, 1819
    - Genere  Nepheronia Butler, 1870
    - Genere  Pareronia Bingham, 1907

  - Tribù Pierini Duponchel, 1832 (45 generi)
    - Genere  Aoa Nicéville, 1898
    - Genere  Aporia Hübner, 1819
    - Genere  Appias Hübner, 1819
    - Genere  Archonias Hübner, 1825
    - Genere  Ascia Scopoli, 1777
    - Genere  Baltia Moore, 1878
    - Genere  Belenois Hübner, 1819
    - Genere  Catasticta Butler, 1870
    - Genere  Cepora Billberg, 1820
    - Genere  Charonias Röber, 1908
    - Genere  Delias Hübner, 1819
    - Genere  Dixeia Talbot, 1932
    - Genere  Elodina Felder, 1865
    - Genere  Eucheira Westwood, 1834
    - Genere  Ganyra Billberg, 1820
    - Genere  Glennia Klots, 1933
    - Genere  Hypsochila Ureta, 1955
    - Genere  Infraphulia Field, 1958
    - Genere  Itaballia Kaye, 1904
    - Genere  Ixias Hübner, 1819
    - Genere  Leodonta Butler, 1870
    - Genere  Leptophobia Butler, 1870
    - Genere  Leuciacria Rothschild & Jordan, 1905
    - Genere  Mathania Oberthür, 1890
    - Genere  Melete Swainson, 1831
    - Genere  Mesapia Gray, 1856
    - Genere  Mylothris Hübner, 1819
    - Genere  Neophasia Behr, 1869
    - Genere  Pereute Herrich-Schäffer, 1867
    - Genere  Perrhybris Hübner, 1819
    - Genere  Phrissura Butler, 1870
    - Genere  Phulia Herrich-Schäffer, 1867
    - Genere  Piercolias Grote, 1903
    - Genere  Pieriballia Klots, 1933
    - Genere  Pieris Schrank, 1801
    - Genere  Pierphulia Field, 1958
    - Genere  Pinacopteryx Wallengren, 1857
    - Genere  Pontia Fabricius, 1807
    - Genere  Prioneris Wallace, 1867
    - Genere  Pseudomylothris Neustetter, 1929
    - Genere  Reliquia Ackery, 1975
    - Genere  Saletara Distant, 1885
    - Genere  Sinopieris Huang, 1995
    - Genere  Tatochila Butler, 1870
    - Genere  Theochila Field, 1958
- Sottofamiglia Pseudopontiinae (1 genere, 1 specie)
  - Genere  Pseudopontia Plötz, 1870

### Alcune specie
La Cavolaia minore o Rapaiola (Pieris rapae Linnaeus, 1758 e Pieris mannii (Mayer, 1851)), rappresenta una delle specie di lepidotteri diurni responsabili dei danni economici inflitti alle colture di Cruciferae che vengono attaccate dal bruco.
La Cavolaia maggiore (Pieris brassicae Linnaeus, 1758), che presenta un bruco giallo e nero, è la più nociva per le coltivazioni infatti il suo nome deriva dalla famiglia di piante attaccate dal bruco (Brassicaceae = Cruciferae).
La Pieride del navone (Pieris napi Linnaeus, 1758), risulta di norma meno nociva, dal momento che il bruco predilige le malerbe della famiglia Cruciferae, rispetto alle varietà coltivate.
La Pieride del biancospino (Aporia crataegi Linnaeus, 1758), è abbastanza diffusa in Europa, e talora può attraversare il Canale della Manica. Questa specie è utilissima per gli studiosi alle prime armi in quanto le nervature nere su sfondo alare bianco sono molto evidenti.
La Pontia (gen. Pontia Fabbricius, 1807 s.l.) dalle tinte quasi mimetiche sono caratterizzate da voli potenti.
L'Aurora (Anthocharis cardaminensis Linnaeus, 1758), specie meravigliosa e con ben distinto dimorfismo sessuale. Il maschio presenta margini superiori delle ali anteriori arancioni, mentre la femmina presenta colorazione grigio-verde, nella stessa zona, e per questo si confonde facilmente con le specie del genere Euchloe.
La Cedronella (Gonepteryx rhamni Linnaeus, 1758), presenta un esempio di dimorfismo sessuale: il maschio è di un colore giallo brillante, mentre la femmina ha un colore tra il bianco e il verde chiaro, che appare bianco durante il volo. Gli adulti della specie vanno in ibernazione, e sono tra le prime farfalle a comparire agli inizi della primavera successiva. Simile a questa specie è anche la Cleopatra Gonepteryx cleopatra Linnaeus, (1767).
Alcune specie del vastissimo genere Colias hanno una generazione in primavera a sud delle Alpi, mentre all'inizio dell'estate migrano a nord verso le Isole Britanniche, dove sviluppano un'altra generazione verso luglio-agosto.
Altre specie degne di nota
- Abaeis nicippe
- Anteos clorinde
- Anteos maerula
- Anthocharis cardamines Linnaeus, 1758)
- Anthocharis cethura
- Anthocharis euphenoides Linnaeus, 1869)
- Anthocharis julia
- Anthocharis lanceolata
- Anthocharis midea
- Anthocharis sara
- Anthocharis stella
- Anthocharis thoosa
- Aphrissa orbis
- Aphrissa statira
- Appias drusilla
- Appias nero Wallace, 1867
- Ascia monuste
- Catasticta nimbice
- Colias alexandra
- Colias alfacariensis Ribe, 1905
- Colias behrii
- Colias canadensis
- Colias chippewa
- Colias christina
- Colias chrysotheme Esper, 1781
- Colias croceus Fourcroy, 1785
- Colias erate Esper, 1805
- Colias eurytheme
- Colias gigantea
- Colias harfordii
- Colias hecla
- Colias hyale Linnaeus, 1758
- Colias interior
- Colias meadii
- Colias myrmidone Esper, 1780
- Colias nastes
- Colias occidentalis
- Colias palaeno Linnaeus, 1761
- Colias pelidne
- Colias phicomone Linnaeus, 1780
- Colias philodice
- Colias scudderi
- Colias tyche
- Delias mysis Fabricius, 1775
- Enantia albania
- Euchloe ausonides
- Euchloe belemia
- Euchloe crameri Butler, 1869
- Euchloe creusa
- Euchloe guaymasensis
- Euchloe hyantis
- Euchloe lotta
- Euchloe naina
- Euchloe olympia
- Euchloe simplonia Boisduval, 1828
- Euchloe tagis
- Eurema albula
- Eurema boisduvaliana
- Eurema daira
- Eurema mexicana
- Eurema salome
- Ganyra howarthi
- Ganyra josephina
- Itaballia demophile
- Kricogonia lyside
- Leptidea duponcheli
- Leptidea morsei Fenton, 1881
- Leptidea reali Reissinger, 1989
- Leptidea sinapis Linnaeus, 1758)
- Leptophobia aripa
- Melete lycimnia
- Nathalis iole
- Neophasia menapia
- Neophasia terlootii
- Phoebis agarithe
- Phoebis argante
- Phoebis neocypris
- Phoebis philea
- Phoebis sennae
- Pieris angelika
- Pieris cheiranthi Hübner, 1808
- Pieris ergane Geyer, 1828
- Pieris mannii Mayer, 1851
- Pieris marginalis
- Pieris oleracea
- Pieris virginiensis
- Pontia beckerii
- Pontia callidice Hübner, 1800
- Pontia daplidice Linnaeus, 1758
- Pontia edusa Fabricius, 1777
- Pontia occidentalis
- Pontia protodice
- Pontia sisymbrii
- Pyrisitia dina
- Pyrisitia lisa
- Pyrisitia messalina
- Pyrisitia nise
- Pyrisitia proterpia
- Zerene cesonia
- Zerene eurydice